# 三和裕美子
三和 裕美子（みわ ゆみこ、1965年10月12日 - ）は、日本の経営学者。
明治大学商学部教授。明治大学ESG投資研究所所長、明治大学株価指数研究所所長、エーザイ取締役、ピジョン取締役等を歴任。

## 人物・経歴
岐阜県生まれ。1984年岐阜県立大垣北高等学校卒業。1988年南山大学卒業、野村證券入社。1993年同志社大学大学院アメリカ研究科修士課程修了。1996年大阪市立大学（現大阪公立大学）大学院経営学研究科博士後期課程単位取得退学。1998年博士（商学）。
1996年明治大学商学部専任助手。1997年明治大学商学部専任講師、コーポレート･ガヴァナンス･フォーラム運営委員。2000年明治大学商学部助教授。2001年野村総合研究所国営公社の株主議決権行使に関する研究会委員、日本証券投資顧問業協会議決権等株主権行使研究会法令研究員。
2002年地方公務員共済組合連合会資金運用委員。2005年明治大学商学部教授。2006年ミシガン大学ビジネススクール客員研究員。2012年明治大学研究・知財戦略機構ESG投資研究所所長。2013年立教大学経済学部非常勤講師。
2016年明治大学研究・知財戦略機構株価指数研究所所長。2020年日本大学商学部非常勤講師、全国市町村職員共済組合連合会資金運用委員、エーザイ取締役。2021年地方職員共済組合年金資産運用検討委員会委員。2022年ピジョン取締役、I-Oウェルス・アドバイザーズ代表取締役社長。

## 著書
- 『機関投資家の発展とコーポレート・ガバナンス : アメリカにおける史的展開』日本評論社 1999年

### 編著
- 『東アジアとアセアン諸国のコーポレート・ガバナンス』税務経理協会 2016年
- 『激動の資本市場を駆け抜けた女たち : ダイバーシティ&インクルージョンと価値創造』（姜理恵, 岩田宜子と共編著）白桃書房 2022年

### 編集
- 『図説企業の論点』（野中郁江と共編）旬報社 2021年